# Maranhãozinho
Maranhãozinho est une ville et une municipalité de l'État du Maranhão au Brésil.